# Коломан Сокол
Коломан Сокол (слч. Koloman Sokol; Липтовски Микулаш, 12. децембар 1902 — Тусон, 12. јануар 2003) је био један од најзначајнијих представника словачког сликарства и био је оснивач словачке и мексичке графике као и аутор илустрација.

## Живот и дело
После тешког детињства и када га је оставила мајка ослањао се на ујака. Упознао се са доктором Матом и захваљујући њему је студирао на приватној школи Евгена Крона у Кошицама и ту се сусрео са сликарством а после је студирао приватно код Густава Малехо у Братислави. Ликовне уметности студирао је и у Прагу и апсолвирао студијски боравак у Паризу. Добио је понуду од министарства културе и школства у Мексику и одлази као предавач на Академију у град Мексико и ту оснива струку графике а 1941. године се из здравствених разлога своје супруге пресељава у Њујорк. Излагао је у Мексику и САД.
После Другог светског рата се враћа у Словачку али 1948. године трајно напушта домовину и постаје члан мексичких графичара и живи у Аризони. Пред крај свог живота је поклонио 48 својих радова Словачкој који су постали основ Центра Коломана Сокола у Липтовском Микулашу. Остао је увек скроман човек који тражи своју истину иако је постигао велике успехе. Био је противник академизма и његове слике имају јаки емотивни подтон. За време целог свог стварања посветио се социјалним питањима. Волео је људе који су живели у Мексику и ову средину и то је утицало на његов стваралачки рад али је са Словачком био повезан током целога свог живота. Чести мотиви у његовом делу су били пас, коњ, митологија, борбе бикова и међуљудски односи. 1976. године му је угинуо његов пас по имену „Самбо“ и он је од тада користио овај псеудоним на успомену свога пса којег је волео а његови радови су добили још већу дубину.